# 僬僥
僬僥，古代神话传说中的身材矮小的人，身长只一尺五寸，古代西南少数民族中的矮小民族也有僬僥国，为八蛮之一。亦作嶕嶢、焦侥、僬侥国、周饒國。
《山海经》、《史记》、《列子》对僬侥有记载，述其族人身材矮小，仅有三尺，穴居，种植五谷。以后也用来指西南身材较矮的民族。一般认为即缅甸境内原始居民尼格利陀人（Negarito，亦称小黑人）。《后汉书·明帝纪》记载“西南夷哀牢、儋耳、僬侥、黏木、白狼、动黏诸种，前后慕义贡献；西域诸国遣子入侍。”东汉永初元年（107年），永昌徼外僬侥夷陆类等三千余口，举种内附，献象牙、水牛。后来引申指幼儿或卑鄙小人。感惺《断头台》：“小衣冠端合称僬侥。”
在《酉阳杂俎·物异》有关于僬侥人的干尸的记载，李绰《尚书故实》也有。

## 延伸阅读
[在维基数据编辑]
 《欽定古今圖書集成·方輿彙編·邊裔典·僬僥部》，出自陈梦雷《古今圖書集成》